# Wilderness Act

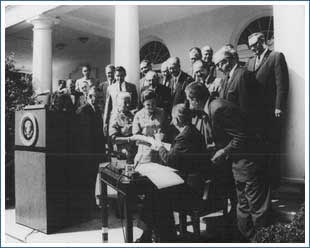
US-Präsident Lyndon B. Johnson bei der Unterzeichnung des Wilderness Acts (1964)

Der Wilderness Act von 1964 (Pub.L. 88-577) wurde von Howard Zahniser von der Wilderness Society verfasst. Er schuf die rechtliche Definition von Wildnis in den Vereinigten Staaten und schützte anfangs 37.000 km² Bundesland. Der Wilderness Act war das Ergebnis langer Bemühungen, die Wildnis auf Bundesebene zu schützen und einen formalen Mechanismus für die Ausweisung von Wildnis zu schaffen. Nach über sechzig Entwürfen und acht Jahren Arbeit wurde er am 3. September 1964 von Präsident Lyndon B. Johnson unterzeichnet.

“A wilderness, in contrast with those areas where man and his own works dominate the landscape, is hereby recognized as an area where the earth and its community of life are untrammeled by man, where man himself is a visitor who does not remain.”

„Eine Wildnis, im Gegensatz zu jenen Gebieten, in denen der Mensch und seine eigenen Werke die Landschaft dominieren, wird hiermit als ein Gebiet anerkannt, in dem die Erde und ihre Lebensgemeinschaft vom Menschen unbeeinflusst sind, wo der Mensch selbst ein Besucher ist, der nicht bleibt.“

Als der Kongress den Wilderness Act verabschiedete und Präsident Lyndon B. Johnson ihn am 3. September 1964 unterzeichnete, wurde damit das National Wilderness Preservation System geschaffen. Die ersten gesetzlich festgelegten Wildnisgebiete, die in dem Gesetz ausgewiesen wurden, umfassten 37.000 km² von nationalen Waldwildnisgebieten in den Vereinigten Staaten von Amerika, die zuvor durch administrative Anordnungen geschützt waren. Der aktuelle Umfang der vom NWPS als Wildnis ausgewiesenen Gebiete beläuft sich auf insgesamt 803 Gebiete, die 452.000 km² Land im Bundesbesitz in 44 Staaten und Puerto Rico umfassen (5 % des Landes in den Vereinigten Staaten).